# Freudenberg (Renânia do Norte-Vestfália)
Freudenberg é uma cidade da Alemanha localizado no distrito de Siegen-Wittgenstein, região administrativa de Arnsberg, estado de Renânia do Norte-Vestfália.